# Нагорна (Аліковський район)
Наго́рна (рос. Нагорная, чув. Туçи Шĕмшеш) — присілок у складі Аліковського району Чувашії, Росія. Входить до складу Шумшеваського сільського поселення.
Населення — 34 особи (2010; 45 у 2002).
Національний склад:
- чуваші — 100 %